# The Singles (альбом The Who)
The Singles — дес'ята збірка англійського гурту The Who, яка вийшла у листопаді 1984 року.

## Композиції
1. Substitute - 3:45
2. I'm a Boy - 2:37
3. Happy Jack - 2:14
4. Pictures of Lily - 2:43
5. I Can See for Miles - 4:05
6. Magic Bus - 3:20
7. Pinball Wizard - 3:00
8. My Generation - 3:18
9. Summertime Blues - 3:22
10. Won't Get Fooled Again - 3:38
11. Let's See Action - 3:57
12. Join Together - 4:22
13. 5:15 - 4:48
14. Squeeze Box - 2:40
15. Who Are You - 5:00
16. You Better You Bet - 5:37

## Склад
- Роджер Долтрі — вокал
- Джон Ентвістл — бас гітара, бек-вокал;
- Кенні Джонс — ударні
- Піт Таунсенд — гітара, синтезатори, фортепіано